# Schronisko w Żurowej Pierwsze
Schronisko w Żurowej Pierwsze – schronisko w grupie skał Borówka na szczycie wzgórza Wierzchowina (360 m n.p.m.), położonego tuż po północnej stronie drogi wiodącej z Żurowej do Ołpin. Znajduje się w granicach wsi Żurowa w województwie małopolskim, w powiecie tarnowskim, w gminie Szerzyny. Pod względem geograficznym znajduje się na Pogórzu Ciężkowickim będącym częścią Pogórza Środkowobeskidzkiego.
Schronisko znajduje się na północno-wschodniej ścianie skały Kapliczka, która jest obiektem wspinaczki skalnej. Dojście do otworu to III w skali polskiej. Za otworem jest niski korytarzyk (0,3–0,5 m) o długości 4 m i szerokości od 1,5m (przy otworze) do około 0,7m (w głębi).
Schronisko znajduje się w skałach zbudowanych z piaskowca ciężkowickiego. Powstało na szczelinie rozszerzonej wskutek wietrzenia mrozowego. Jest w całości widne, na dnie jest gruz.
Schronisko zostało zinwentaryzowane w 1991 r, przez grotołazów ze Speleoklubu Dębickiego, a w 1994 r. ujęte w wykazie jaskiń i schronisk podskalnych Beskidów i Pogórza. Plan opracował T. Mleczek.
W skałach Borówka znajduje się jeszcze Schronisko w Żurowej Drugie.

## Przypisy

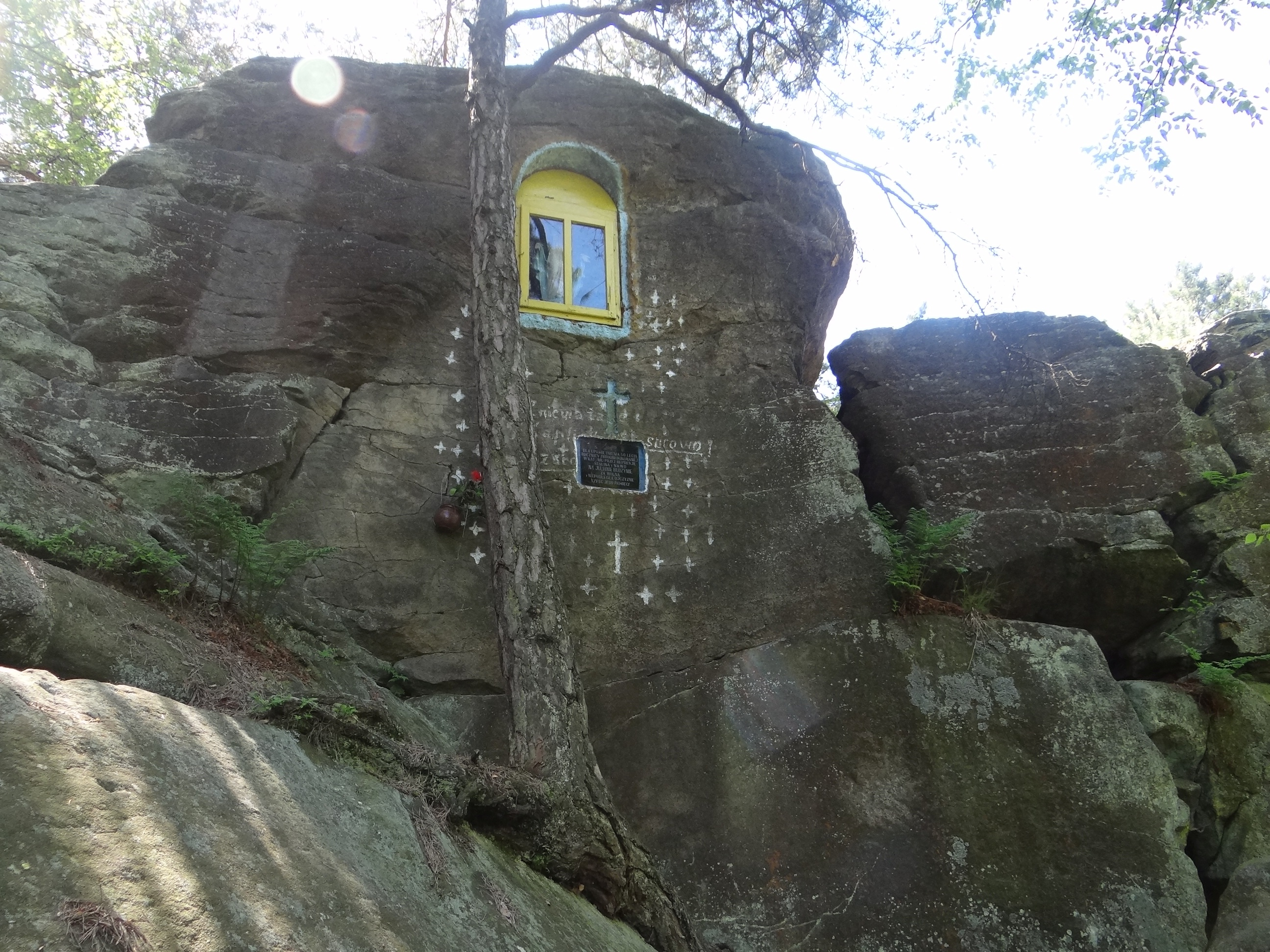
Kapliczka z otworem schroniska